# Gabriel Paulino Bueno Couto
Servo de Deus Gabriel Paulino Bueno Couto O. Carm. (Itu, 22 de junho de 1910 — Jundiaí, 11 de março de 1982) foi um bispo católico brasileiro.

## Biografia
Filho de Porcino de Camargo Couto e Gabriela Bueno, através de quem é tetraneto do bandeirante Bartolomeu Bueno. Era irmão mais velho da professora Maria Elisa Bueno Couto Chaluppe, que hoje é nome de escola em Barueri.
Ingressou no Seminário dos Padres Carmelitas, em Itu, onde, em 1927 recebeu o hábito carmelita e realizou seu noviciado. Sua profissão religiosa foi realizada em 30 de dezembro de 1928. Cursou Teologia no Colégio Internacional Santo Alberto, em Roma, frequentando a Pontifícia Universidade Gregoriana. Emitiu seus votos perpétuos em 1931. Foi ordenado presbítero no dia 9 de julho de 1933, em Roma, onde permaneceu por 17 anos.
Entre suas missões, desempenhou: Professor na Faculdade Teológica do Studium Generale de 1938 a 1939; Professor de filosofia no Instituto Pio XI, de propriedade da Ordem; Mestre (formador) dos estudantes por vários anos a partir de 1938; Vigário Prior do Colégio de 4 de novembro de 1943 a 1946; Assistente Geral da Ordem de 1946 até 1947, quando foi nomeado bispo titular.
No dia 16 de outubro de 1946 foi eleito bispo auxiliar de Jaboticabal pelo Papa Pio XII, com a sé titular de Leuce, aos 36 anos. Sua ordenação episcopal deu-se a 15 de dezembro de 1946, em Roma, pelas mãos dos cardeais Raffaele Carlo Rossi, OCD, Luigi Traglia e de Dom Giuseppe D'Avack. Seu lema episcopal era FILIVS ANCILLAE TVAE (“Sou filho de tua Serva! ”).
Foi bispo auxiliar de Jaboticabal, São Paulo, de 1946 a 1954;  Curitiba, Paraná, de 1954 a 1955; bispo auxiliar de Taubaté, São Paulo, de 1955 a 1965; bispo auxiliar de São Paulo de 1965 a 1966. Dom Gabriel esteve presente em todas as sessões do Concílio Vaticano II (1962-1965). Ocupou o cargo de Capelão Geral da Pontifícia Universidade Católica de São Paulo, Pároco da paróquia universitária do Coração Imaculado de Maria, criada em 1965.
No dia 21 de novembro de  1966 foi nomeado pelo papa Paulo VI para ser o primeiro bispo diocesano de Jundiaí, São Paulo. Permaneceu nesta função até sua morte em 1982.
Foi administrador apostólico da Diocese de Bragança Paulista, de 1968 a 1971, período compreendido entre a enfermidade de Dom José Maurício da Rocha e a posse de Dom José Lafayette Ferreira Álvares.
Foi um dos signatários do documento Testemunho de Paz: declaração conjunta do episcopado paulista (Brodowski, São Paulo, 8 de junho de 1972). Esta declaração foi a primeira manifestação do episcopado brasileiro sobre as prisões e torturas cometidas pelo governo militar no Brasil, era então presidente do Regional Sul-1 da CNBB Dom Paulo Evaristo Arns.
Lutou por muitos anos contra uma tuberculose pulmonar. Seu túmulo está na cripta da Catedral Nossa Senhora do Desterro, na cidade de Jundiaí.
A Diocese de Jundiaí e a Ordem Carmelita, à qual pertencia, estão trabalhando pela sua beatificação. Seu processo, terminada a fase diocesana encontra-se em Roma.

## Brasão e lema
Descrição: Escudo eclesiástico partido: o 1º de sépia carregado de uma estrela de seis pontas de argente, com um mantel de argente carregado de duas estrelas de sépia, uma à dextra e outra à senestra; o 2º de jalde com uma cruz latina de sépia, tendo no cruzamento do braço com a haste uma estrela de seis pontas de argente, carregada do monograma IHS de goles. O escudo está assente em tarja branca. O conjunto pousado sobre uma cruz trevolada de ouro. O todo encimado pelo chapéu eclesiástico verde, forrado de vermelho, com seus cordões em cada flanco, terminados por seis borlas cada um, tudo de verde. Brocante sobre a ponta da cruz um listel de argente com a legenda: FILIVS ANCILLÆ TVÆ, em letras de sépia.
Interpretação: No primeiro campo do escudo estão representadas as armas da Ordem Carmelita, sendo que o campo de sépia simboliza o Monte Carmelo, cujo nome hebraico Carmel quer dizer jardim, e sua cor sépia lembra o hábito da Ordem Carmelita, com a mesma simbologia do sable (preto): sabedoria, ciência, honestidade, firmeza e obediência ao Sucessor de Pedro. O mantel representa o manto de Nossa Senhora do Carmo e sendo de argente (prata) simboliza a inocência, a castidade, a pureza e a eloquência. A estrela de argente (prata) representa Nossa Senhora do Carmo e as duas estrelas de sépia representam, segundo uns: São João da Cruz e Santa Teresa de Ávila; segundo outros: os profetas Elias e Eliseu. O campo de jalde (ouro) simboliza: nobreza, autoridade, premência, generosidade, ardor e descortínio; a cruz é o símbolo máximo do cristianismo, sendo de sépia tem o significado acima descrito. A estrela representa novamente a Virgem Maria, que esteve ao pé da Cruz durante a crucificação de seu Divino Filho, representado pelo Monograma IHS, que significa: Iesus Hominum Salvator (Jesus Salvador dos Homens), expressão do reconhecimento de Jesus Cristo  como único salvador da humanidade, e por sua cor goles (vermelho), simboliza o fogo da caridade inflamada no coração do bispo pelo Divino Espírito Santo, bem como, valor e socorro aos necessitados. A cruz e o chapéu representam a dignidade episcopal. O listel tira seu lema do salmo (Sl 115, 16) FILIVS ANCILLÆ TVÆ: “Sou filho de tua Serva”, expressando a disposição de servir a Deus, na sua Igreja, com a humildade de um filho de Nossa Senhora.